# 达日拉康
达日拉康，位于西藏自治区日喀则市康马县，是一座藏传佛教噶举派寺院。

## 简介
1698年，吴热达玛桑格创建达日拉康，主供释迦牟尼，属噶举派。21世纪初，该寺有莲花生、宗喀巴师徒三人的泥塑像及被毁的十六罗汉壁画等等。